# Джон Вейн Гейсі
Джон Вейн Ге́йсі (англ. John Wayne Gacy; 17 березня 1942 — 10 травня 1994) — американський серійний вбивця. За вбивство і зґвалтування принаймні 33 хлопців і підлітків у 1972-1978 роках засуджений до смертної кари. Став відомий у пресі, як вбивця-клоун. Страчений у травні 1994 року.

## Біографія

### Ранні роки
Народився у березні 1942 у Чикаго у змішаній польсько-данській родині. Був третьою дитиною в сім'ї, єдиним хлопцем, потерпав від батька-алкоголіка, який часто знущався над ним та матір'ю. У дитинстві був хворобливим хлопцем, однак у школі та пізніше на роботі відзначався надзвичайною працелюбністю, бажанням догодити вимогливому батькові. Середню школу не закінчив, намагався жити окремо від сім'ї та знущання батька.
У 1964 році Гейсі одружився, переїхав до штату Айова, де отримав посаду менеджера у трьох ресторанах швидкого харчування, що належали батькові дружини. У той самий час став активним у громадському житті, брав участь у благодійній діяльності, за що неодноразово отримував нагороди та визнання у громаді. У 1966 році був вперше звинувачений та засуджений за сексуальні злочини. Свою вину у злочинах ніколи не визнавав. За звинуваченнями у содомії та примусу до орального сексу підлітків був засуджений до 10 років тюремного ув'язнення. У тюрмі був взірцевим в'язнем, відзначився працелюбністю та догідливістю адміністрації в'язниці, за що був достроково звільнений усього лише після 18 місяців ув'язнення.
Ще коли він був у тюрмі, шлюб з дружиною розпався і Гейсі ніколи більше не бачився ні з колишньою дружиною, ні з двома дітьми, що народилися у шлюбі. Після звільнення започаткував свою власну компанію, займався будівельними контрактами у передмісті Чикаго. У червні 1972 року одружився вдруге, однак продовжував гомосексуальні зв'язки з хлопцями та підлітками, часом із застосуванням сили та хитрощів. Незважаючи на звинувачення та декілька арештів, через те що Гейсі мав на статус успішного підприємця, поліція вірила йому, а не хлопцям, і не відкривала справи проти нього.

### Вбивства та арешт
Хоча існували підозри, що вбивати Джон Вейн Гейсі почав ще раніше, перше підтверджене вбивство було скоєне у січні 1972 року, коли він зарізав 15-літнього підлітка Тімоті Маккоя. За власним визнанням, саме після цього вбивства Гейсі вперше отримав насолоду від вбивства людини. Наступні вбивства хлопців супроводжувалися сексуальним насильством та зґвалтуваннями. Тіло Маккоя, як і більшості інших жертв, Гейсі похоронив у підвалі власного будинку.
Будівельний бізнес, яким володів Гейсі ставав дедалі успішним, часом на нього працювала значна кількість переважно молодих людей та підлітків. Саме із цих хлопців Гейсі дуже часто вибирав свої жертви. Користуючись своїм становищем менеджера він заманював хлопців до свого будинку, напоював алкоголем, або наркотиками, заковував у наручники і протягом певного часу сексуально знущався над ними. Після цього свої жертви Гейсі як правило задушував, іноді вбивав за допомогою ножа чи пістолета. Іноді для сексуальних насолод використовував і мертві тіла жертв, які часом тримав під ліжком протягом декількох годин. Від кожної вбитої людини Гейсі залишав персональні речі на згадку, що в кінцевому результаті дозволило поліції визначити кількість та імена жертв вбивці.
Останнє вбивство 15-річного Роберта Піста відзначалося неабиякою зухвалістю та необачністю вбивці, що допомогло поліції вийти на його слід. Перед зникненням підлітка декілька свідків знали про його намір шукати роботу у компанії Гейсі, отже коли хлопець зник, поліція почала допитувати Гейсі. Дізнавшись про його колишню судимість, поліція отримала ордер на обшук помешкання Гейсі, де була знайдена велика кількість речей вбитих хлопців. Хоча на той час не існувало підстав для арешту Гейсі, поліція продовжила стеження за ним і розпізнавши трупний запах у помешканні вбивці отримала другий ордер, після чого тіла багатьох з його жертв були знайдені під  його будинком, залиті бетоном. Тіло Роберта Піста та декількох інших було знайдено у річці.

### Суд і страта

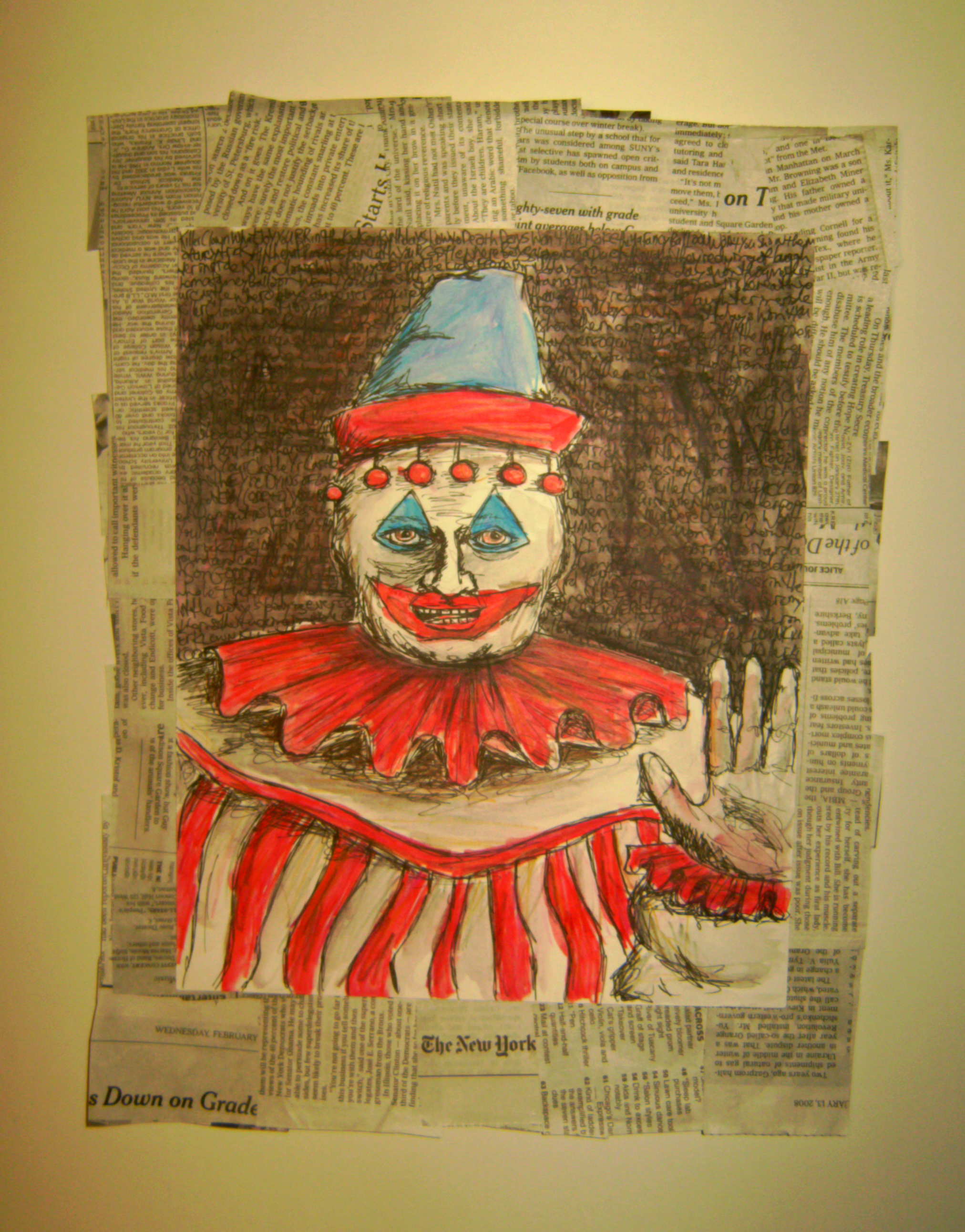
Одна з картин Гейсі намальованих у в'язниці.

З самого початку слідства і до смерті Гейсі ніколи не визнавав свою вину у вбивствах. Пояснюючи наявність тіл та речей підлітків у своєму будинку Гейсі або виправдовував вбивства самозахистом, або заявляв, що інші підкидали йому тіла, щоб скомпрометувати його. Суд над Джоном Вейном Гейсі розпочався в лютому 1980 року і навіть тоді він продовжував виправдовувати себе, цього разу з огляду на можливі психічні захворювання. Суд, однак 13 березня того ж року визнав Гейсі винним у вбивстві 33 підлітків і засудив його до смертної кари.
Протягом наступних 14 років з камери смертників Гейсі продовжував наполягати на власній невинності і подав чотири апеляції, кожна була відхилена. У тюрмі він також почав малювати, переважно зображення клоунів з натяком на власну працю клоуном під прізвиськом Погі під час благодійних заходів роками раніше. Картини Гейсі почали користуватися неабиякою популярністю серед колекціонерів з огляду на їх авторство і він продавав їх із камери смертників за великі гонорари. Саме у цей час у пресі поширилося інше прізвисько Гейсі: клоун-вбивця. Остання апеляція Гейсі була відхилена у жовтні 1993 року і смертний вирок був виконаний 10 травня 1994 року. Перед смертельною ін'єкцією останніми словами вбивці було: «Поцілуйте мене в сраку!».

## Значення
Джон Вейн Гейсі вважається одним з найгірших серійних вбивць США, його ім'я і історія злочинів стали своєрідним уособленням людського зла. Образ Гейсі, як жорстокого і зухвалого вбивці знайшов відображення у численних фільмах, музиці та художніх творах.